# Bhagatdih
Bhagatdih è una suddivisione dell'India, classificata come census town, di 33.263 abitanti, situata nel distretto di Dhanbad, nello stato federato del Jharkhand. In base al numero di abitanti la città rientra nella classe III (da 20.000 a 49.999 persone).

## Geografia fisica
La città è situata a 23° 45' 39 N e 86° 24' 38 E.

## Società

### Evoluzione demografica
Al censimento del 2001 la popolazione di Bhagatdih assommava a 33.263 persone, delle quali 18.287 maschi e 14.976 femmine. I bambini di età inferiore o uguale ai sei anni assommavano a 5.085, dei quali 2.620 maschi e 2.465 femmine. Infine, coloro che erano in grado di saper almeno leggere e scrivere erano 19.318, dei quali 12.441 maschi e 6.877 femmine.